# Maceda mansuetana
Maceda mansuetana är en fjärilsart som beskrevs av Embrik Strand 1917. Maceda mansuetana ingår i släktet Maceda och familjen trågspinnare. Inga underarter finns listade i Catalogue of Life.